# Anna-Kristina Widell
Anna-Kristina Maria Widell, född 19 juni 1978 i Sandhults församling, Älvsborgs län, är en svensk nyckelharpist, riksspelman och världsmästare i modern nyckelharpa.

## Utmärkelser
- Erhöll Zornmärket i brons vid riksspelmansstämman i Delsbo, 1998.[5][6]
- Ungdomsvärldsmästare i modern nyckelharpa vid Ungdomsmästerskapen i VM i nyckelharpa, 1999.[7]
- Tilldelades Borås kommuns kulturstipendium, 2000.[5]
- Erhöll Zornmärket i silver vid riksspelmansstämman i Malmköping, 2000.[5][8][9]
- Första kvinna i världen att erövra världsmästartiteln i modern nyckelharpa vid VM i nyckelharpa 2002, Österbybruk. Med motiveringen: Tonalt och rytmiskt nyanserat gestaltande av traditionella låtar.[7]